# Turtmannspitze
Turtmannspitze är en bergstopp i Schweiz.   Den ligger i distriktet Sierre och kantonen Valais, i den södra delen av landet, 80 km söder om huvudstaden Bern. Toppen på Turtmannspitze är 3 080 meter över havet, eller 209 meter över den omgivande terrängen. Bredden vid basen är 3,0 km.
Terrängen runt Turtmannspitze är huvudsakligen bergig, men den allra närmaste omgivningen är kuperad. Närmaste större samhälle är Sierre, 13,7 km nordväst om Turtmannspitze. 
Trakten runt Turtmannspitze består i huvudsak av gräsmarker. Runt Turtmannspitze är det ganska glesbefolkat, med 34 invånare per kvadratkilometer.